# Wereldkampioenschap honkbal vrouwen 2006
De tweede editie van het Wereldkampioenschap honkbal voor vrouwen dat door de International Baseball Federation (IBAF) werd georganiseerd, vond plaats van 31 juli tot en met 6 augustus 2006 in Taipei, Taiwan. Het team van de Verenigde Staten veroverde voor de tweede keer de wereldtitel.
Deelname
Er namen zeven landen aan deel. Vijf landen namen voor de tweede keer deel. Dit waren Australië, Canada, Japan, Taiwan en de Verenigde Staten. De teams van Cuba en Hongkong waren de debutanten op het toernooi.

## Toernooi

### Opzet
Het toernooi werd door middel van een halve competitie gespeeld (elk land speelde één keer tegen elk ander land). De nummer 1 in de eindklassering in de groepsfase was ook de wereldkampioen. Bij gelijke stand waren eerst de onderlinge resultaten bepalend voor de eindrangschikking; was dit ook gelijk dan was het aantal runs tegen per inning (in de onderlinge resultaten) bepalend.
De wedstrijden werden gehouden over zeven innings, uitzonderingen hierop waren: een voorsprong van 10 punten na vijf innings of een voorsprong van twaalf punten na vier innings. Bij een gelijke stand na zeven innings werd door gespeeld tot een verschil werd bereikt.

### Groepwedstrijden
| # | Land             | W | V | Beslissing  |
| - | ---------------- | - | - | ----------- |
| 1 | Verenigde Staten | 5 | 1 |             |
| 2 | Japan            | 4 | 2 | 1-1; 0.86 * |
| 3 | Canada           | 4 | 2 | 1-1; 0.92 * |
| 4 | Australië        | 4 | 2 | 1-1; 1.15 * |
| 5 | Taiwan           | 3 | 3 |             |
| 6 | Cuba             | 1 | 5 |             |
| 7 | Hongkong         | 0 | 6 |             |

| Datum | Winnaar          | Uitslag  | Verliezer        |
| ----- | ---------------- | -------- | ---------------- |
| 31/07 | Australië        | 22-2 (5) | Hongkong         |
| 31/07 | Canada           | 5-2      | Verenigde Staten |
| 31/07 | Japan            | 9-0      | Taiwan           |
| 01/08 | Canada           | 10-8     | Cuba             |
| 01/08 | Japan            | 43-0 (5) | Hongkong         |
| 01/08 | Australië        | 4-0      | Taiwan           |
| 02/08 | Verenigde Staten | 7-2      | Australië        |
| 02/08 | Taiwan           | 21-2 (5) | Hongkong         |
| 02/08 | Japan            | 15-0 (5) | Cuba             |
| 03/08 | Verenigde Staten | 12-0 (5) | Hongkong         |
| 03/08 | Australië        | 5-4      | Cuba             |
| 03/08 | Canada           | 6-3      | Japan            |
| 04/08 | Japan            | 11-6     | Australië        |
| 04/08 | Verenigde Staten | 14-4 (6) | Cuba             |
| 04/08 | Taiwan           | 7-1      | Canada           |
| 05/08 | Cuba             | 14-4     | Hongkong         |
| 05/08 | Verenigde Staten | 3-1      | Taiwan           |
| 05/08 | Australië        | 9-4      | Canada           |
| 06/08 | Verenigde Staten | 13-11    | Japan            |
| 06/08 | Canada           | 10-0 (5) | Hongkong         |
| 06/08 | Taiwan           | 8-0      | Cuba             |

2004 ·
2006 ·
2008 ·
2010 ·
2012 ·
2014 ·
2016 .
2018 ·
2021 .
2024